# Сагал, Елена Михайловна
Елена Михайловна Сагал (род. 2 января 1963, село Вольное) — российский предприниматель, экс-генеральный директор ОАО «Компания «Арнест». 
С 2009 по 2012 год член Совета Федерации от исполнительного органа государственной власти Ставропольского края.

## Биография
Родилась 2 января 1963 года в селе Вольное Краснодарского края, окончила с отличием Харьковский инженерно-экономический институт.
В 1986 году начала работать экономистом на объединении «Невинномысский азот», где в1994 году стала директором по экономике и финансам.
В 2001 году назначена на должность вице-президента по стратегии и инвестициям на завод по производству парфюмерно-косметической продукции и бытовой химии ОАО «Арнест» в городе Невинномысске. 
С 2005 года по 2009 год, а затем с 2012 по 2025 год Елена Сагал  возглавляет ОАО «Компания Арнест», которое занимается созданием, реализацией и продвижением продукции, выпущенной под собственными товарными марками (парфюмерно-косметическая продукция и товары бытовой химии).

## Общественная деятельность
С 2007 год по 2009 год Елена Сагал являлась депутатом Думы Ставропольского края  IV созыва от Всероссийской политической партии "Единая Россия".
С 25 декабря 2009 года по 17 августа 2012 года Елена Сагал выполняла полномочия  члена Совета Федерации Федерального Собрания Российской Федерации,  представляя в Совете Федерации Федерального Собрания Российской Федерации исполнительный орган государственной власти от Ставропольского края после досрочной отставки А. А. Коробейникова.
В Совете Федерации Федерального Собрания Российской Федерации с февраля 2010 года по ноябрь 2011 года  являлась членом Комитета Совета Федерации по финансовым рынкам и денежному обращению, с ноября 2011 года – членом Комитета Совета Федерации по экономической политике.
C 2005 года Елена Сагал является одним из учредителей благотворительного фонда «Моя Прелесть». Благотворительная организация оказывает адресную помощь социально незащищенным слоям населения. Фонд активно поддерживает многодетные и неполные семьи, детей из интернатов и православных приютов. Под патронажем фонда находится школа–интернат №23 Невинномысска, где воспитываются более двухсот детей (большинство из них не имеют родителей), где учатся и воспитываются дети с отставанием в развитии . Также в Фонде выделено отдельное направление «Дарим детям будущее», в рамках которого фонд помогает подготовиться к поступлению в учебные заведения детям из многодетных и малообеспеченных семей.

## Семья
21 декабря 2023 года в интервью журналу «Эксперт Юг» Елена Сагал заявила, что до 2013 года состояла в браке с президентом компании «Арнест» Алексеем Сагалом. 

## Награды
2005 год - в рамках VI Всероссийского торгово–промышленного форума «Покупайте российские товары» победитель конкурса «Звезда российского менеджмента - 2005» за высокие достижения в управленческой деятельности, внедрение инновационных технологий. 
2006 год  - победитель конкурса управленцев России «Менеджер года» (проводимого Международной академией менеджмента) в номинации «Промышленность». 
2007 год – победитель всероссийского смотра–конкурса «Звезда российского менеджмента» за высокие достижения в области развития российского менеджмента. 
2007 год -  победитель конкурса «Менеджер года 2007»
2008 год - награждена Почетной грамотой Министерства промышленности и торговли Российской Федерации.
2008 год - победитель Всероссийского смотра конкурса «Звезда Российского менеджмента».
2010 год -  награждена медалью МЧС «За содружество во имя спасения» за заслуги в решении задач по предупреждению и ликвидации последствий ЧС .
2010 год - награждена Всероссийской Премией «Руководитель года».
2017 год - лауреат Ежегодного Всероссийского рейтинга «Руководитель года».
2022 год - победитель в номинации "Бренд-персона" на региональном конкурсе "Бренд Ставрополья".
2023 год - победитель в номинации "Лучшая женщина-экспортер", категория "Крупный бизнес".